# Fernando Piñuelas
Jesús Fernando Piñuelas Sandoval (Municipio de Los Cabos, Baja California Sur, México, 27 de marzo de 1998) es un futbolista mexicano. Juega de defensa central y su equipo actual es el Querétaro Fútbol Club de la Primera División de México.

## Trayectoria

### Club Atlético de San Luis
Su primer partido, a nivel profesional, lo jugó en la derrota por 2 a 1 del Atlético de San Luis ante el América, partido correspondiente a la primera jornada del Guard1anes 2021, disputado el 9 de enero de 2021. En 2023, firmó un contrato de extensión hasta 2025 con los potosinos.

### Deportivo Toluca Fútbol Club
El sábado 10 de junio de 2023 fue anunciado como nuevo jugador del Deportivo Toluca Fútbol Club para el Apertura 2023.